# 50 First Dates
50 First Dates là một bộ phim hài lãng mạn của đạo diễn Peter Segal và tác giả kịch bản George Wing. Phim có sự tham gia của Adam Sandler trong vai bác sĩ thú y và Drew Barrymore trong vai bệnh nhân mắc chứng mất trí nhớ, cùng với Rob Schneider, Sean Astin, Lusia Strus, Blake Clark, và Dan Aykroyd.
Phim được quay chủ yếu tại Oahu, Hawaii và khu vực North Shore. Sandler và Barrymore nhận được một giải thưởng của MTV nhờ diễn xuất trong phim. Hội chứng Goldfield, hội chứng suy giảm trí nhớ giả tưởng mà nhân vật của Barrymore mắc phải, có sự tương đồng với chứng mất trí nhớ ngắn hạn và chứng anterograde amnesia.

## Nội dung
Henry Roth là một bác sĩ thú y làm việc tại Sea Life Park trên đảo Oahu, Hawaii. Anh nổi tiếng về khả năng quyến rũ các khách du lịch nữ nhưng không hề có ý định đi tới quan hệ nghiêm túc với ai. Những người bạn thân nhất của anh là Ula, một thổ dân nghiện cần sa; trợ lý của anh, Alexa, người không rõ giới tính; Willy, một chú chim cánh cụt châu Phi; và Jocko, một con hải tượng.
Một ngày nọ thuyền của Henry bị hỏng khi anh đang lái ở quanh Oahu. Anh tới quán café Hukilau để chờ lực lượng Tuần duyên tới giúp. Tại đây anh gặp một cô gái tên là Lucy Whitmore, người hay làm mô hình nhà bằng bánh waffle. Henry nghĩ rằng cô là người địa phương nên ngại làm quen, nhưng ngày hôm sau anh quay lại. Lucy và anh tỏ ra rất hợp nhau và cô muốn gặp lại anh vào sáng hôm sau.
Khi Henry trở lại quán café, Lucy tỏ ra chưa từng quen biết anh. Chủ quán Sue (Amy Hill) giải thích cho Henry rằng một năm trước Lucy và cha mình là Marlin đi ra North Shore để hái một trái dứa làm quà sinh nhật cho Marlin. Trên đường về nhà họ gặp tai nạn khiến Lucy bị mất trí nhớ; từ đó mỗi buổi sáng cô thức dậy đều tưởng rằng ngày hôm đó là ngày 13 tháng 10 của năm ngoái. Để khiến cô không phải nhớ lại tai nạn cũ nên mỗi ngày, Marlin và Doug (người anh trai nói nhịu và nghiện steroid của Lucy), lại dựng lại sinh nhật của Marlin theo một kịch bản trong đó có những việc như lấy ra một tờ báo ra ngày Chủ nhật 13 tháng 10, xem lại cùng một trận đấu của Vikings, hay làm đầy lại chai dầu gội của Lucy.
Bất chấp những lời cảnh báo của Sue, Henry vẫn mời Lucy ăn sáng với mình. Mặc dù Lucy đồng ý nhưng sau đó anh lại vô tình làm tổn thương Lucy. Anh theo cô trở về nhà để xin lỗi. Tại đây Marlin và Doug yêu cầu Henry để Lucy yên. Henry bắt đầu tìm đủ mọi cách để vô tình gặp Lucy, ví dụ như giả vờ bị hỏng xe, tạo ra cấm đường, hay nhờ Ula đánh mình. Marlin và Doug sau đó phát hiện ra việc làm của Henry nhờ để ý thấy Lucy luôn hát ca khúc "Wouldn't It Be Nice" của The Beach Boys vào ngày cô gặp Henry.
Một ngày nọ khi Henry đang định tiếp cận Lucy thì cô chợt thấy cảnh sát viết giấy phạt vì xe cô mang biển số hết hạn. Lucy phân trần rằng xe cô không hề hết hạn và lấy tờ báo ngày hôm đó ra để chứng minh, nhưng phát hiện ra rằng tất cả các tờ báo đều không phải tháng 10. Khi cô trở về nhà, Marlin và Doug buộc phải kể lại những gì đã xảy ra.
Henry nảy ra ý tưởng làm một video giải thích cho Lucy về tai nạn của cô và mối quan hệ của hai người. Mặc dù Lucy buồn lòng vì tai nạn và chứng bệnh của mình, Henry tin rằng cô sẽ còn buồn hơn nếu biết mỗi ngày trong cuộc đời mình đều là dối trá. Vì vậy Henry, Marlin và Doug cho Lucy xem video đó mỗi buổi sáng. Cô có nhiều thời gian ở bên cạnh Henry hơn và đi gặp bạn bè cũ của cô. Lucy quyết định xóa hoàn toàn Henry ra khỏi cuộc đời mình sau khi biết về việc anh sẽ bỏ việc lái thuyền tới Vịnh Bristol để nghiên cứu hải tượng mà anh ấp ủ trong 10 năm. Mặc dù Henry không ngại việc khiến Lucy yêu mình mỗi ngày, Lucy khẳng định mình sẽ là gánh nặng khiến Henry không thể có một cuộc sống thực sự mong muốn. Henry miễn cưỡng giúp Lucy tiêu hủy những ghi chép về mối quan hệ của họ.
Một vài tuần sau, trước khi Henry rời đi, Marlin tới từ biệt và kể rằng Lucy đang sống trong viện nghiên cứu về não và dạy vẽ tại đó. Ông cũng cho anh biết rằng cô rất hay hát. Marvin đưa cho Henry một đĩa nhạc Beach Boys. Vừa lái thuyền vừa nghe bài hát trong CD khiến Henry dâng trào cảm xúc và nguyền rủa Marlin vì đưa cho anh CD này khiến anh nhớ Lucy. Sau đó anh nhớ ra rằng Marlin có nói Lucy chỉ hát sau khi gặp anh. Với kết luận Lucy có nhớ ra mình, anh trở lại. Henry chạy tới viện của Lucy và hỏi cô có biết anh là ai không. Lucy nói rằng không biết nhưng cho anh xem những bức hình cô vẽ về anh, và bảo rằng cô mơ về anh mỗi ngày.
Một thời gian sau, Lucy thức dậy và bật cuộn video có tựa đề "Chào buổi sáng Lucy." Cuộn video nói về tai nạn của cô, nhưng kết thúc với đám cưới của cô và Henry. Trong video, Henry nhắc cô mặc thêm áo khoác vào và ra ăn sáng. Lucy nhận ra cô đang ở trên thuyền của Henry, lúc này đang ở Alaska. Cô ra ngoài boong và nhìn thấy Marlin, Henry và Nicole, con gái họ.

## Diễn viên
- Adam Sandler trong vai Henry Roth, bác sĩ thú y hải dương với tài tán gái và sợ ràng buộc tình cảm
- Drew Barrymore trong vai Lucy Whitmore, người yêu Henry mắc chứng mất trí nhớ ngắn hạn
- Rob Schneider trong vai Ula, bạn thân và trợ lý người Hawaii bản địa của Henry; anh nghiện cần sa, có một người vợ thừa cân và năm đứa con năng động và giỏi thể thao
- Sean Astin trong vai Doug Whitmore, anh trai của Lucy, mắc chứng nói nhịu và vận động viên thể hình dùng chất kích thích
- Blake Clark trong vai Marlin Whitmore, người cha góa vợ của Lucy, một người đánh cá chuyên nghiệp
- Lusia Strus trong vai Alexa, người trợ lý không rõ giời tính của Henry
- Dan Aykroyd trong vai Tiến sĩ Joseph Keats, một bác sĩ chuyên khoa về rối loạn chức năng não
- Amy Hill trong vai Sue, chủ quán café Hukilau và bạn của Lucy cũng như mẹ quá cô của cô
- Pomaika'i Brown trong vai Nick, đầu bếp quán Hukilau
- Allen Covert trong vai Ten-Second Tom, bệnh nhân mắc chứng suy giảm trí nhớ nặng nề (trở lại trong vai 220 Tom ở phim Blended)
- Missi Pyle trong vai Noreen, một luật sư thuế Henry gặp ở quán bar
- Maya Rudolph trong vai Stacy, người bạn mang bầu của Lucy tại bữa tiệc trên bãi biển
- Kevin James trong vai công nhân nhà máy
- Lynn Collins trong vai Linda
- Joshua Seth (không ghi tên) trong vai một người học vẽ
- Greg Cipes (không ghi tên) trong vai một người học vẽ
- Dee Bradley Baker (không ghi tên) trong vai người đàn ông ở nhà hàng
- Scott Menville (không ghi tên) trong vai người đàn ông ở nhà hàng
- Jessica DiCicco (không ghi tên) trong vai thiếu niên ở vườn thú

## Nhạc phim
Nhạc phim bao gồm các bản cover của các bài hát được thu trong thập niên 1980. Album gồm hầu hết là các bản cover reggae tạo cảm giác vui tươi lạc quan cùng không khí Hawaii. Album đạt vị trí thứ 30 trên Billboard 200 và số 1 trên bảng xếp hạng Top Soundtracks và Top Reggae Albums ở Hoa Kỳ.
Nhạc phim do Nick Hexum của 311 sản xuất. 311 cũng hát lại ca khúc Lovesong của The Cure trong album này. Bài hát xuất hiện ở đoạn credit cuối phim.
| STT              | Nhan đề                                          | Sáng tác                                                                   | Nghệ sĩ                                             | Thời lượng |
| ---------------- | ------------------------------------------------ | -------------------------------------------------------------------------- | --------------------------------------------------- | ---------- |
| 1.               | "Hold Me Now" (Thompson Twins)                   | Tom Bailey, Alannah Currie, Joe Leeway                                     | Wayne Wonder                                        | 4:12       |
| 2.               | "Lovesong" (The Cure)                            | Robert Smith, Simon Gallup, Porl Thompson, Boris Williams, Roger O'Donnell | 311                                                 | 3:28       |
| 3.               | "Lips Like Sugar" (Echo & the Bunnymen)          | Will Sergeant, Ian McCulloch, Les Pattinson                                | Seal hợp tác với Mikey Dread                        | 5:00       |
| 4.               | "Your Love (L.O.V.E. Reggae Mix)" (The Outfield) | John Spinks                                                                | Wyclef Jean hợp tác với Eve                         | 4:13       |
| 5.               | "Drive" (The Cars)                               | Ric Ocasek                                                                 | Ziggy Marley của Ziggy Marley and the Melody Makers | 4:26       |
| 6.               | "True" (Spandau Ballet)                          | Gary Kemp                                                                  | will.i.am & Fergie của The Black Eyed Peas          | 4:24       |
| 7.               | "Slave to Love" (Roxy Music)                     | Ferry                                                                      | Elan Atias                                          | 3:55       |
| 8.               | "Every Breath You Take" (The Police)             | Sting                                                                      | UB40                                                | 3:55       |
| 9.               | "The Ghost in You" (The Psychedelic Furs)        | Richard Butler, Tim Butler                                                 | Mark McGrath của Sugar Ray                          | 3:01       |
| 10.              | "Friday I'm in Love" (The Cure)                  | Smith, Gallup, Thompson, Williams, Perry Bamonte                           | Dryden Mitchell của Alien Ant Farm                  | 3:21       |
| 11.              | "Breakfast in Bed" (UB40 & The Pretenders)       | Eddie Hinton, Donnie Fritts                                                | Nicole Scherzinger của The Pussycat Dolls           | 3:36       |
| 12.              | "I Melt With You" (Modern English)               | Robbie Grey, Gary McDowell, Stephen Walker, Michael Conroy, Richard Brown  | Jason Mraz                                          | 3:36       |
| 13.              | "Forgetful Lucy"                                 | Sandler, Allen Covert, Tim Herlihy                                         | Adam Sandler                                        | 1:51       |
| Tổng thời lượng: | Tổng thời lượng:                                 | Tổng thời lượng:                                                           | Tổng thời lượng:                                    | 49:37      |

Các bài hát khác trong phim
- The Beach Boys – "Wouldn't It Be Nice"
- The Cure – "Boys Don't Cry"
- The English Beat – "Hands Off She's Mine"
- The Flaming Lips – "Do You Realize??"
- Wyclef Jean – "Baby"
- Israel Kamakawiwo'ole – Liên khúc "Somewhere Over the Rainbow"/"What a Wonderful World" (nguyên gốc của Judy Garland/Louis Armstrong)
- The Maile Serenaders – "My Sweet Sweet"
- The Makaha Sons of Ni'Ihau – "Aloha Ka Manini"
- Manfred Mann – "Blinded by the Light"
- Bob Marley & The Wailers – "Could You Be Loved" và "Is This Love"
- Paul McCartney & Linda McCartney – "Another Day"
- No Doubt – "Underneath It All"
- O-Shen – "Throw Away The Gun"
- Harve Presnell – "They Call the Wind Mariah"
- Leon Redbone & Ringo Starr – "My Little Grass Shack In Kealakekua, Hawaii"
- Adam Sandler và Rob Schneider – "Ula's Luau Song"
- Snoop Dogg – "From tha Chuuuch to da Palace"
- 311 – "Amber" và "Rub A Dub"
- Toots & the Maytals – "Pressure Drop"
- The Ventures – "Hawaii Five-O"
- Patty và Mildred Hill – "Happy Birthday to You"